# Fort Pierre Chouteau

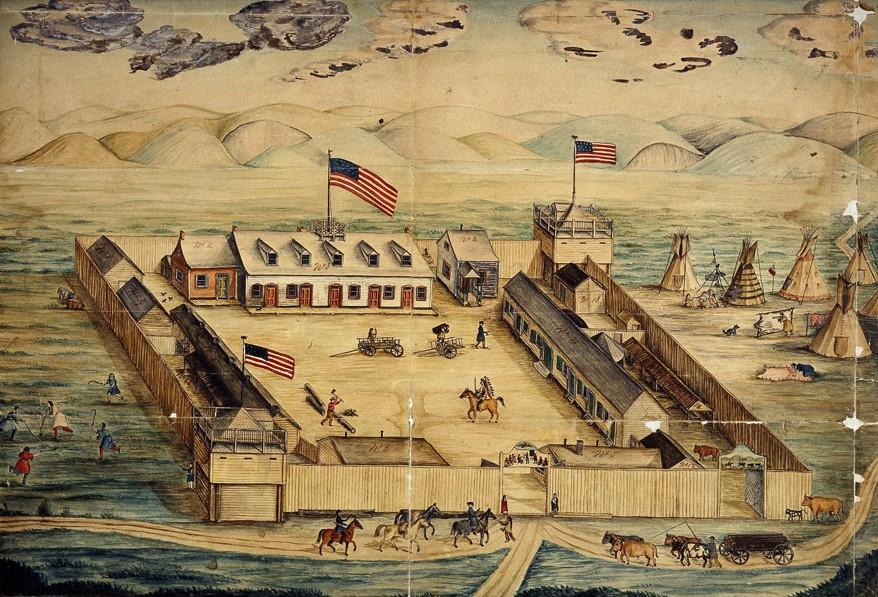
Aquarelle de Frederick Behman représentant Fort Pierre Chouteau en 1854.

Fort Pierre Chouteau est un poste de traite de l'American Fur Company établi sur les rives du Missousi, puis un avant-poste militaire de la United States Army situé près de la ville actuelle de Fort Pierre au Dakota du Sud.
Établi en 1832 par Pierre Cadet Chouteau en remplacement de Fort Tecumseh, Fort Pierre Chouteau devient l'un des plus importants postes de traite du nord des Grandes Plaines.
L'armée américaine achète le fort en 1855 mais l'abandonne quelques années plus tard.
Il n'existe aujourd'hui plus de vestiges du fort. Le site a été déclaré National Historic Landmark en 1991.